# 巴特里波尔茨奥-沙普巴赫
巴特里波尔茨奥-沙普巴赫是德国巴登-符腾堡州的一个市镇。总面积73.14平方公里，总人口2225人，其中男性1126人，女性1099人（2011年12月31日），人口密度30人/平方公里。